# Aida Paula
Aida da Conceição Paula (Lisboa, 9 de diciembre de 1918 - Lisboa, 25 de octubre de 1993), también conocida como Aida Paulo o de Marta, fue una comunista portuguesa que se opuso al gobierno autoritario del Estado Nuevo y estuvo muchos años detenida como presa política.

## Biografía
Aida de la Conceição Paula nació a 9 de diciembre de 1918 en la zona de Campo de Ourique, en la capital portuguesa de Lisboa. Su madre, Luísa de la Conceição Paula, era tejedora y analfabeta: sólo aprendió a leer y escribir en la clandestinidad, a los 46 años. Su padre, Carlos Luís Paula, era pintor de la construcción civil. A los 13 años, Paula comenzó a trabajar en una fábrica de calzado, para ayudar la familia financieramente. Las dificultades que vivió en la infancia fueron agravadas por la deportación del padre para la colonia portuguesa de Angola en 1927, por motivos políticos. Dieciocho meses después, ella y su madre fueron a reunirse con él. Regresarían más tarde a Lisboa, donde Aida Paula ingresó en el Partido Comunista Portugués en 1936, a los 18 años.
En febrero de 1939, a los pocos meses después de que se muriera su padre en 1938, Aida Paula pasó a la clandestinidad. Su madre, se uniría a ella en la clandestinidad y como miembro del Partido Comunista. Ambas fueron detenidas por primera vez el 27 de mayo de 1939, junto con Augusto da Costa Valdez, cuando Paula trabajaba en una imprenta clandestina en Algés, Lisboa. Tanto ella, su madre y Costa Valdez fueron conducidos a la sede de la Policía Estatal de Vigilancia y Defensa (PVDE), en Lisboa, y posteriormente fueron separados. Aida fue aislada en una celda e interrogada. Aida Paula fue trasladada al Penal Mónicas de Tiros el 13 de junio, y juzgada por el Tribunal Militar Especial el 19 de octubre de 1940, sentenciada a una pena de 12 meses de prisión, y la pérdida de sus derechos políticos por cinco años. En Tiros, compartía celda con su madre, donde estaban aisladas de las demás reclusas.
Liberada el 22 de octubre de 1940 tras haber estado ya encarcelada durante un año, retomó su labor política y volvió a esconderse con su madre, trasladándose a Freixial, cerca de Loures, al norte de Lisboa. Fue la secretaria general del Partido Comunista Portugués entre 1961 y 1992. Aida Paula y su madre fueron las dos únicas mujeres presentes, aunque en calidad de secretarias, en el Primer Congreso Ilegal del Partido Comunista Portugués, celebrado en Monte Estoril en 1943. Posteriormente, ella y su madre tomarían caminos separados, sin verse durante siete años.
Durante la década de 1940, Aida Paula escribió en periódicos comunistas, como el diario de colaboración femenina 3 Páginas, que cambiaría su nombre a A Voz das Comaradas das Casas do Partido, bajo el seudónimo de "Marta", y colaboró en la producción del periódico Avante! Aida Paula aprendió francés de un compañero y tradujo artículos que fueron distribuidos a miembros del Partido Comunista y también escribió cuentos y textos de capacitación.
La segunda detención de Paula se produjo el 2 de diciembre de 1958, casi 20 años después de la primera, en una casa clandestina de Lisboa. Aida Paula estuvo aislada en la prisión de Caxias, cerca de Lisboa, durante ocho días y finalmente fue juzgada en abril de 1960 por ser miembro del Partido Comunista. Aunque fue condenada a dos años y medio de prisión, acabó pasando seis años consecutivos en prisión, debido a la aplicación de "medidas de seguridad" de "reclusión indefinida de 6 meses a 3 años, prorrogables". Durante este período participó siendo una de las autoras de  las 13 cartas incluidas en el Manifiesto de Caxias, dirigida a organizaciones femeninas y democráticas de todo el mundo, enviada clandestinamente desde la prisión de Caxias en mayo de 1961, denunciando las torturas y las condiciones precarias en las que vivían. las mujeres prisioneras políticas. Aida Paula siempre luchó contra el régimen penitenciario y las condiciones inhumanas, lo que la llevó a ser castigada en seis ocasiones. Los castigos incluían no poder recibir visitas, no poder hacer ejercicio al aire libre y no poder recibir periódicos ni otras publicaciones.
Al ser liberada el 14 de enero de 1965, fue detenida nuevamente el 28 de julio de 1967, cuando sufrió 18 días de aislamiento en la comisaría de Campolide, seguidos de torturas por privación del sueño durante seis días y seis noches. Durante este período se publicó en Francia el folleto "Es necesario salvar a Aida Paula", denunciando su situación carcelaria, y que llegó a Italia a través de la Organización de Mujeres Democráticas. Su salud se deterioró rápidamente hasta que fue puesta en libertad el 2 de mayo de 1968, cuando fue juzgada y absuelta.
Después trabajó en la consulta de una médica anticolonialista, Julieta Gandra, a quien conoció en la prisión de Caxias cuando compartían la misma celda.
Poco después de la Revolución de los Claveles, publicó su libro "Con la certeza de quien quiere vencer". Aida da Conceição Paula falleció en Lisboa el 25 de octubre de 1993.